# Friar Park
Friar Park es una mansión Neogótica de 120 habitaciones ubicada en Henley-on-Thames, Inglaterra. La casa fue propiedad del abogado Sir Frank Crisp desde 1875 hasta su muerte en 1919, y del músico británico George Harrison y su familia desde 1970 hasta la actualidad. Desde comienzos de la década de 1970, la propiedad se convirtió en el hogar del antiguo miembro de The Beatles, y ubicó su propio estudio de grabación, conocido con las siglas de FPSHOT.
Harrison puso la propiedad como garantía con el fin de financiar la película de Monty Python La vida de Brian, después de que EMI Films retirasen el apoyo financiero al grupo en el último minuto. Como seguidor de los Pythons, Harrison simplemente quería llegar a ver la película, un gesto que su amigo Eric Idle describió como «la entrada de cine más cara de la historia».

## Historia
La finca Friar Park fue propiedad del abogado Sir Frank Crisp desde 1875 hasta su muerte en 1919. A continuación pasó a unas monjas de la Pía Sociedad de San Francisco de Sales, donde albergaron un colegio local, The Sacred Heart School. Sin embargo, a finales de la década de 1960, la finca estaba en un grave estado de deterioro y a punto de ser demolida.

## FPSHOT
A comienzos de 1972, Harrison instaló un estudio de grabación de dieciséis pistas en una casa de invitados anexa a la casa principal, una tecnología para la época superior a los equipos de los estudios Abbey Road de EMI. En 1974, la planta se convirtió en la sede de su compañía discográfica, Dark Horse Records. Las portadas de gran parte de los discos que Harrison grabó en Friar Park usan la abreviación F.P.S.H.O.T., siglas de «Friar Park Studio, Henley-on-Thames». En F.P.S.H.O.T. grabó sus trabajos desde Living in the Material World (1973) en adelante, incluyendo los discos Dark Horse (1974), Thirty Three & 1/3 (1976), George Harrison (1979), Cloud Nine (1987) y Brainwashed (2002), además de sobregrabaciones de los dos discos de Traveling Wilburys y parte de la filmación y grabación del proyecto The Beatles Anthology (1995). El estudio y la finca aparecen también en entrevistas que familiares y amigos concedieron a los documentales Concert for George (2003), Concert for Bangla Desh (2005) y el póstumo George Harrison: Living in the Material World (2011). 

## Jardines
Harrison escribió sobre la compra de Friar Park en su autobiografía I, Me, Mine: «Es un sueño en una colina y vino, no por casualidad, a la persona adecuada en el momento adecuado». Además de la mansión principal y varios edificios anexos, Friar Park dispone de amplios jardines y de fuentes de agua diseñadas por Crisp, además de una gruta y de una réplica en arenisca del monte Cervino. Como reflejo del humor de Crisp, entre las estatuas se encuentra un monje sosteniendo una sartén con dos agujeros y una leyenda que reza: «Two Holy Friars». El primer año que Harrison comenzó a vivir en la mansión con su por entonces mujer, Pattie Boyd, fue fotografiado en el jardín principal rodeado de cuatro gnomos de jardín para la portada de All Things Must Pass (1970). Una fotografía similar, en la que aparece con su padre Harry seis años más tarde, se incluyó en el interior del disco Thirty Three & 1/3 (1976).
Harrison inmortalizó la mansión y sus alrededores en el videoclip de «Crackerbox Palace», una canción cuyo título deriva del apodo que recibía la mansión. La canción «Ballad of Sir Frankie Crisp (Let It Roll)», publicada en All Things Must Pass (1970), estuvo inspirada en la historia de Friar Park, y la letra de otras canciones como «Ding Dong, Ding Dong» y «The Answer's at the End» citan directamente algunas de las tallas que Harrison encontró en la propiedad. Los videoclips de «Ding Dong, Ding Dong» y «True Love» fueron también rodados en los jardines de Friar Park, y la fotografía para las portadas de The Place I Love y Ravi Shankar's Music Festival from India, de Splinter y Ravi Shankar respectivamente, fueron tomadas en la propiedad.
Harrison restauró y cuidó los jardines junto a su segunda esposa, Olivia. Hasta su muerte en noviembre de 2001, Harrison atendió personalmente los jardines, una actividad que un periodista de Rolling Stone definió en 1987 como «un decidido pasatiempo de una estrella del rock», y entre otros jardineros incluyó a sus hermanos, Peter y Harry. Dhani, su hijo, recalcó en el documental de Martin Scorsese: «Solía ir al jardín hacia medianoche. Estaba ahí entrecerrando los ojos porque podía mirar, a medianoche, el claro de luna y las sombras, y ese era su modo de no ver las malas hierbas y las imperfecciones que le aquejaban durante el día». Sobre la tranquilidad y la paz que sentía en Friar Park, Harrison comentó: «A veces siento que estoy en el planeta equivocado, y es genial cuando estoy en mi jardín. Pero cuando salgo por la puerta pienso: "¿Qué diablos estoy haciendo aquí?"».

## Problemas de seguridad
La mansión estuvo en gran parte abierta al público hasta el asesinato de John Lennon en diciembre de 1980. Poco después, las puertas fueron cerradas y se instalaron elementos de seguridad como alambradas y cámaras de video. A pesar de la seguridad, el 30 de diciembre de 1999 un intruso entró en la residencia y atacó con un cuchillo a Harrison y a su mujer. El músico sufrió una perforación en un pulmón, más de cuarenta puñaladas y heridas en la cabeza. En 2009, Olivia ganó una demanda que le garantizaba el derecho a instalar un cercado permanente para su protección, algo a lo que los vecinos se opusieron, razonando que sus mascotas podían lesionarse por los bordes afilados de la valla.
Olivia y Dhani Harrison continúan viviendo en Friar Park desde la muerte de Harrison a causa de un cáncer de pulmón el 29 de noviembre de 2001.